# روبي اندروز
روبي اندروز (بالإنجليزية: Robby Andrews)‏ هو منافس ألعاب قوى أمريكي، ولد في 29 مارس 1991 في Manalapan Township, New Jersey ‏ في الولايات المتحدة.

## وصلات خارجية
- روبي اندروز على موقع الاتحاد الدولي لألعاب القوى (الإنجليزية)
- روبي اندروز على موقع الاتحاد الأمريكي لسباقات المضمار والميدان (الإنجليزية)
- روبي اندروز على موقع الدوري الماسي (الإنجليزية)
- روبي اندروز على موقع TFRRS.org (الإنجليزية)
- روبي اندروز على موقع أوليمبيديا (الإنجليزية)
- روبي اندروز على موقع اللجنة الأولمبية والبارالمبية الأمريكية (الإنجليزية)